# Dziewczyna i kosmonauta
Dziewczyna i kosmonauta – polski serial fantastyczny w reżyserii Bartosza Prokopowicza, udostępniony 17 lutego 2023 roku na platformie VOD Netflix.
Zdjęcia do produkcji realizowano w Lublinie i Łodzi.

## Fabuła
Piloci Nikodem (Jędrzej Hycnar) i Bogdan (Jakub Sasak) rywalizują o względy Marty Rybickiej (Vanessa Aleksander), a także o to, który z nich uda się w podróż kosmiczną. W kosmos wylatuje Nikodem, jednak z powodu tajemniczej awarii statku kosmicznego z lotu powraca dopiero 30 lat później, a jego wiek zatrzymuje się w dniu rozpoczęcia rejsu. Po powrocie z misji, mężczyzna stara się odzyskać zainteresowanie ze strony Marty (Magdalena Cielecka) i wyjaśnić zagadkę związaną z jego zatrzymanym w czasie wiekiem.

## Obsada

### Główna
- Vanessa Aleksander – Marta Rybicka w młodości
- Magdalena Cielecka – Marta Rybicka
- Jędrzej Hycnar – kapitan Nikodem Borowski „Scratch”
- Jakub Sasak – kapitan Bogdan Rosa „Kid” w młodości
- Andrzej Chyra – Bogdan Rosa

### Drugoplanowa i epizodyczna
- Zofia Jastrzębska – Karolina Borowska w młodości
- Anna Cieślak – Karolina Borowska
- Daria Polunina – Nadia Dawidowa
- Andiej Żurawski – JJ
- Grzegorz Damięcki – pułkownik Wiktor Rosa „Raven”
- Svyatoslav Suprunov – Sergiej Pudovkin
- Anton Solovey – Sergiej Pudovkin w młodości
- Eugeniusz Malinowski – profesor Andriej Davidov
- Artem Manuilov – Boris Sokorin
- Magdalena Boczarska – minister Rewicz
- Kamil Szeptycki – kapitan Maciej Niedźwiecki
- Agnieszka Wagner – Alicja Rosa, matka Bogdana
- Wojciech Błach – Wojciech Krzymiński, lekarz Bogdana
- Artur Janusiak – generał Bekus
- Vasyl Vasylyk – Kurov
- Svetlana Anikey – Klimova
- Helena Rząsa – Oliwia, córka Marty
- Dominika Sakowicz – Blanka
- Krystian Durman – technik Maks Karczewski „Pokerzysta”
- Juliusz Godzina – technik Łukasz Ratuski „Zegarek”

## Odcinki
| Odcinek | Reżyseria           | Scenariusz       | Premiera (Netflix) |
| ------- | ------------------- | ---------------- | ------------------ |
|         |                     |                  |                    |
| 1       | Bartosz Prokopowicz | Agata Malesińska | 17 lutego 2023     |
|         |                     |                  |                    |
| 2       | Bartosz Prokopowicz | Agata Malesińska | 17 lutego 2023     |
|         |                     |                  |                    |
| 3       | Bartosz Prokopowicz | Agata Malesińska | 17 lutego 2023     |
|         |                     |                  |                    |
| 4       | Bartosz Prokopowicz | Agata Malesińska | 17 lutego 2023     |
|         |                     |                  |                    |
| 5       | Bartosz Prokopowicz | Agata Malesińska | 17 lutego 2023     |
|         |                     |                  |                    |
| 6       | Bartosz Prokopowicz | Agata Malesińska | 17 lutego 2023     |
|         |                     |                  |                    |